# Johann Hermann Harmsen

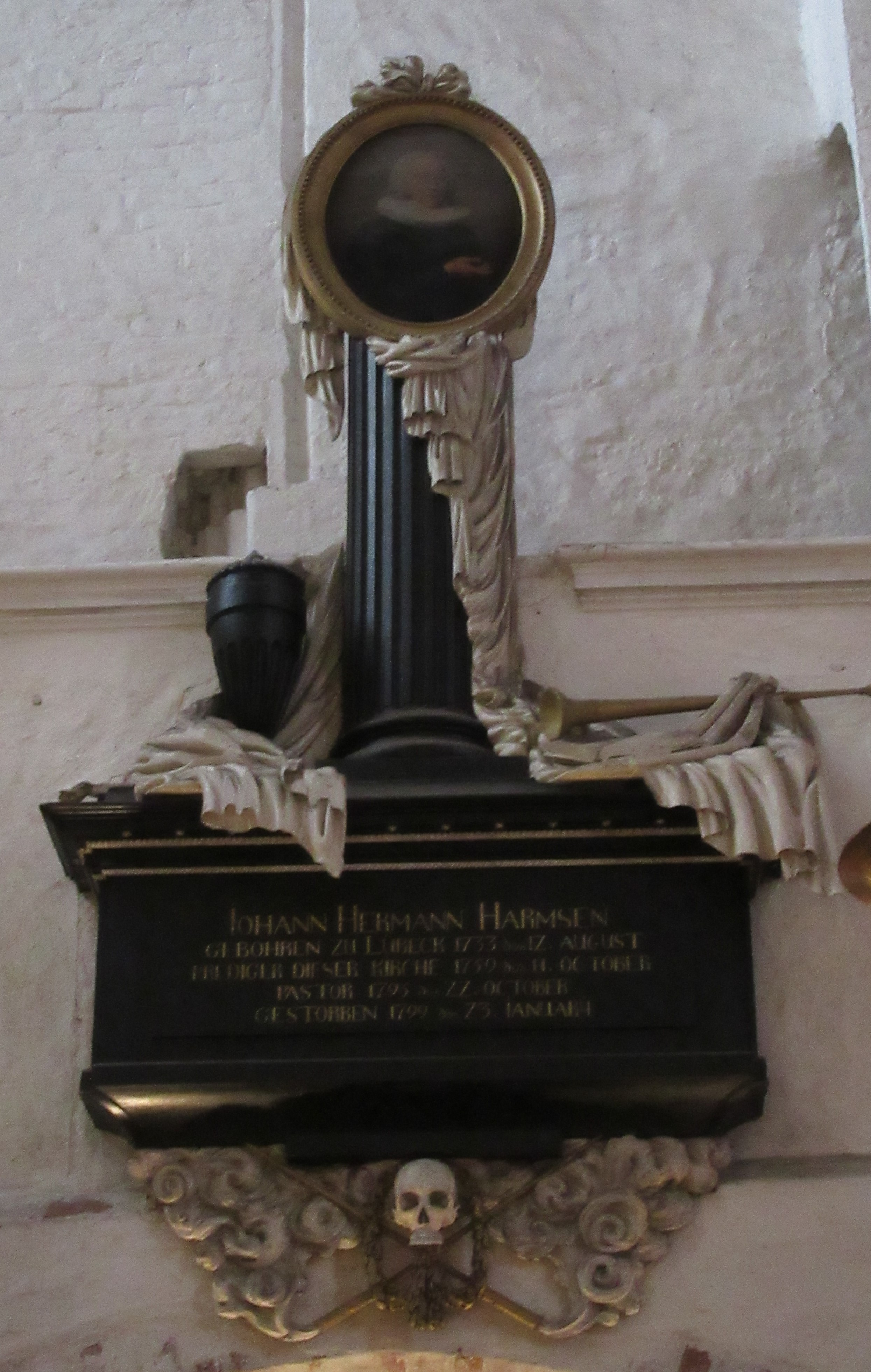
Epitaph für Johann Hermann Harmsen in der Marienkirche (Lübeck)

Johann Hermann Harmsen (* 12. August 1733 in Lübeck; † 23. Januar 1799 ebenda) war ein deutscher evangelisch-lutherischer Geistlicher und Hauptpastor der Lübecker Marienkirche.

## Leben
Johann Hermann Harmsen war der jüngere Sohn des Lübecker Schreib- und Rechenmeisters Schweder Harmsen († 1778) und seiner Frau Anna Maria, geb. Bruns († 1762). Sein älterer Bruder Jakob Eberhard Harmsen ging als Kaufmann ins Baltikum nach Libau und eröffnete dort ein Handelsgeschäft.
1746 schickten ihn seine Eltern zu seinem Onkel mütterlicherseits, dem Preetzer Klosterprediger Johann Paul Bruns, wo er zusammen mit dessen Sohn Franz Bernhard Bruns († 1800), später Hauptpastor an St. Jakobi in Lübeck, unterrichtet und erzogen wurde. 1749 kamen beide nach Lübeck und besuchten das Katharineum zu Lübeck. Ab 1752 studierte er Evangelische Theologie, zunächst an der Universität Rostock. In Rostock lebte er im Haus des Professors Heinrich Becker. 1754 wechselte er, gemeinsam mit Bruns, an die Universität Jena. 1757 ging er noch für ein Sommersemester an die Universität Göttingen und kehrte im Oktober nach Lübeck zurück.
Er wurde von Superintendent Johann Gottlob Carpzov als Kandidat des Geistlichen Ministeriums angenommen und durfte nun Predigtaufträge annehmen und Unterricht halten. Nach der für damalige Verhältnisse kurzen Zeit von zwei Jahren erhielt er am 11. Oktober 1759 eine feste Anstellung als Prediger an St. Marien. 1765 wurde er Diaconus, 1775 Archidiaconus und am 22. Oktober 1795 als Nachfolger des verstorbenen Seniors Bernhard Heinrich von der Hude (Haupt-)Pastor der Marienkirche. Harmsen war auch Mitglied des für Ehe- und Familiensachen zuständigen Konsistorialgerichts.
Er war seit 1761 verheiratet mit Maria, geb. Zerran, einer Tochter des Kaufmanns Franz Hinrich Zerran. Das Paar hatte vier Töchter, von denen die drittälteste, Catharina Dorothea (* 1766), 1792 den Kaufmann Carl Hermann Dimpker heiratete und die Mutter des gleichnamigen Senators Hermann Carl Dittmer wurde. Die zweitälteste Tochter heiratete 1794 den Pastor in Schlutup Christian Ludwig Rüdinger, der 1799 die Gedächtnisschrift auf seinen Schwiegervater verfasste.
Sein Nachfolger als Hauptpastor wurde Carl August Schwarz, der schon im folgenden Jahr verstarb.

## Erinnerung
An Harmsen erinnert ein erhaltenes hölzernes Epitaph an der Westwand der südlichen Vorhalle der Marienkirche. Es ist im Empirestil gehalten; auf einem mit der Inschrift versehenen Sarkophag trägt eine schwarze kannelierte Säule das von Friedrich Carl Gröger gemalte Brustbild.

## Werke
- Dissertatio exegetico-polemica de unica salutis per Christum via ex Act. IV, 12. declarata.  Jena: Meyer 1756